# Encantaria
Encantaria é uma forma de manifestação espiritual e religiosa afro-ameríndia, praticada sobretudo no Piauí, Bahia, Maranhão e Pará. Pode estar associada a diversas religiões presentes nesses estados, como a Pajelança ou Cura, o Terecô (Mata ou Encantaria de Maria Bárbara Soeira), o Babaçuê e o Tambor de Mina.  
Diferente da Umbanda, na qual as entidades são espíritos de índios, africanos, etc, que desencarnaram e hoje trabalham individualmente (geralmente usando nomes fictícios), na Encantaria, os encantados não são necessariamente de origem afro-brasileira e não morreram, e sim, se "encantaram", ou seja, desapareceram misteriosamente, tornaram-se invisíveis ou se transformaram em um animal, planta, pedra, ou até mesmo em seres mitológicos e do folclore brasileiro como sereias, botos e curupiras. Na Encantaria, as entidades estão agrupadas em famílias e possuem nome, sobrenome e geralmente sabem contar a história de quando viveram na terra antes de se encantarem.
Encantaria também pode se referir aos lugares onde tais entidades vivem.

## Encantaria Piauiense
O Piauí, devido à proximidade com o Maranhão, principalmente Teresina, que fica na divisa dos dois estados e muito próxima da cidade de Codó, recebe muita influência do Tambor de Mina e da Encantaria Maranhense, além da tradicional Umbanda. Em Teresina é possível encontrar mais de 500 terreiros de cultos afro-brasileiros.[carece de fontes?]
A Encantaria Piauiense é fortemente ligada ao catolicismo popular. No Piauí, os crentes repetem várias vezes certa quadra rogatória de purificação. Depois, o Pai-de-Santo dança em volta da guma no centro de um círculo formado por todos os dançantes que giram em torno de si mesmos da direita para a esquerda em volta do mestre. Cânticos são entoados para que algum moço (espírito) se aposse de seu aparelho (filho ou filha-de-santo) e cante sua doutrina, dançando em transe.[carece de fontes?]

### Principais Eventos de Encantaria em Teresina - PI
- Lavagem das Escadarias da Igreja São Benedito: Todos os anos no mês de novembro, integrantes de vários terreiros de Umbanda, Candomblé e Tambor de Mina fazem o ritual de lavagem das escadarias da Igreja São Benedito no centro de Teresina. A igreja foi escolhida por ter um belo adro com cruzeiro e escadarias, além de ser bem centralizada, tendo bastante visibilidade, ter sido construída por mão de obra escrava e, por fim, pelo fato de São Benedito ser o padroeiro dos negros. A lavagem das escadarias da Igreja São Benedito em Teresina geralmente faz parte da programação em comemoração ao Dia da Consciência Negra.

- Festa de Iemanjá em Teresina: Todos os anos em fevereiro, vários fiéis ocupam o antigo cais do Rio Parnaíba no centro de Teresina, levando velas azuis, flores brancas, água de cheiro e outros presentes para agradar Iemanjá, tida como a Mãe d'água (folclore) pelos cultos afro-brasileiros. A deusa das águas também é homenageada às margens do Rio Poti, na zona nobre de Teresina.

- Cultura Negra Estaiada na Ponte: Evento que faz parte das comemorações do aniversário de Teresina, e que tem o objetivo de promover a cultura negra e lutar pela igualdade racial e contra a intolerância religiosa. O evento conta com apoio de grupos de cultura negra e terreiros de Umbanda do Piauí e Maranhão. A primeira edição ocorreu em agosto de 2013 e teve a partcipação do famoso Pai-de-Santo Bita do Barão de Codó (MA).[carece de fontes?]

## Encantaria Maranhense
No estado do Maranhão, o culto aos encantados é uma parte muito importante do tambor de mina (estando ausente apenas na Casa das Minas) e do terecô. A encantaria é presente em praticamente todo o estado, tendo atravessado as fronteiras do Maranhão e chegando a estados vizinho como o Piauí e o Pará. Muitas entidades da encantaria de mina do Maranhão já podem ser encontradas em tendas de todo o Brasil. Os maiores centros de encantaria são as cidades de São Luís, Codó, Caxias, e Cururupu, todas no Maranhão, e também Teresina (Piauí) e Belém do Pará.
No tambor de mina e no terecô, são cultuadas divindades de origens diversas, tais como africanas (Voduns e certos Orixás), católicas (o Deus único, o Espírito Santo e a Virgem Maria) e encantados, que são chamados de gentis (se forem nobres de origem europeia) ou de caboclos (de origem nativa ou não, como os "turcos", reis mouros).[carece de fontes?]
Os encantados do Maranhão estão agrupados em famílias, tem nomes próprios e contam suas histórias de quando viveram na Terra, sendo recebidos em transe mediúnico. Eles dizem que estar encantado é como viver em um mundo congelado, pois eles vêem as coisas acontecerem ao redor, mas ninguém pode vê-los, eles estão invisíveis. Os lugares onde eles se encontram encantados fazem referência a diversas coisas e lugares do estado como as matas de Codó, o Boqueirão, a Pedra de Itacolomi, ilhas e a famosa Praia dos Lençóis, onde se encontra o Reinado do Rei Dom Sebastião. No Maranhão, não necessariamente um caboclo é uma entidade indígena.

### Pajelança
No Maranhão, desde meados do século XIX, utiliza-se o termo Pajelança (ou Cura, e que não deve ser confundida com a pajelança cabocla) para um sistema médico-religioso, com rituais de especialistas religiosos negros destinados à "cura de feitiço", na qual se cultua e entra em transe principalmente com entidades não africanas - nobres, como Rei Sebastião, princesas, caboclos e outras, algumas vezes encantadas em animais (pássaros, peixes, répteis e mamíferos). No contexto maranhense, embora se costume relacionar a Cura (pajelança de negro ou de terreiro) à cultura indígena, ela mais se aproxima do Tambor de Mina.
No seculo XIX, com a medicina pouco desenvolvida, os pajés eram procurados pela população pois conheciam remédios caseiros, bem como para curar doenças e desmanchar feitiços. Com a organização dos serviços médicos, a pajelança foi combatida pelo poder público. Tornou-se notório o caso de Amélia Rosa, negra alforriada que foi denominada "rainha da pajelança". A primeira pajé negra a ter o nome amplamente divulgado foi presa, em 1876, enquanto realizava rituais em sua casa, e condenada a 10 anos de prisão ao ser processada por sevícias em uma escrava que declarou tê-la procurado por problemas de saúde.
Embora rituais de Pajelança estejam ausentes na Casa das Minas e na Casa de Nagô, os terreiros mais antigos do estado, muitos curadores e pajés abriram terreiros de Mina, já no século XIX e, em especial, nos anos 1930, para fugir da perseguição policial vinda das acusações de curandeirismo. Na década de 60, iniciaram também ligações com a Umbanda. O pajé pode ser também apresentado como "ave de encantado", assim como se utiliza o termo "cavalo" para médiuns.
Em alguns terreiros, se realizam tanto rituais de Mina como de Cura ou Pajelança em um ritual público festivo chamado de Brinquedo de Cura. No ritual, o pajé utiliza um penacho de arara na mão e um maracá, tocado por ele durante as cerimônias, com canto e dança, dando passagem a grande número de entidades com uma pluralidade de transes (no que também difere do que ocorre no Tambor de Mina). Em Cururupu, esses rituais de Cura são conhecidos como Tambor de Curador.
É dito que os encantados que participam das duas "navegam nas duas águas", sendo a Mina classificada como "linha de água salgada" e a Cura/Pajelança como "linha de água doce". Em Codó, no terecô, os encantados pertenceriam à "linha da mata".

### Famílias da Encantaria
- Família do Lençol: Encantada na Praia dos Lençóis, composta por reis, rainhas, príncipes, princesas e outros nobres e gentis, como Dom Sebastião, Dom Luís, Dom Manoel, Rainha Bárbara Soeira;[2]

- Família do Codó: Família que veio beirando o mar até chegar nas matas de Codó, composta por negros, caboclos selvagens e vaqueiros, e têm como líder Légua-Boji;

- Família da Turquia: Agregada à Família do Lençol, é composta por nobres de origem turca, cuja encantada mais famosa é Dona Mariana.

- Família da Bandeira: Composta por guerreiros, bandeirantes, caçadores e pescadores, chefiada por João da Mata Rei da Bandeira.

- Família da Gama: Composta por nobres e fidalgos orgulhosos, como Dom Miguel da Gama, Rainha Anadiê, Baliza da Gama, Boço Sanatiel;

- Família da Bahia: Composta por caboclos farristas que se assemelham aos exus e pombagiras;

- Família de Surrupira: Composta por índios selvagens e feiticeiros, como Vó Surrupira, Índio Velho.

### Codó - Capital da Feitiçaria
Cidade maranhense, mais acessível através de Teresina no Piauí. A fama de Capital da Feitiçaria ou da magia negra surgiu porque, antes dos primeiros terreiros, havia em Codó afamados feiticeiros que aceitavam dinheiro para fazer trabalhos de vingança e também conceituados rezadores e raizeiros que praticavam curas. Depois, com o surgimento dos terreiros, virou local de peregrinação de políticos em busca de auxílio para suas posições e governos. Logo, a quantidade de terreiros cresceu muito, o que ajudou ainda mais na fama da cidade. Em Codó, a pratica desses cultos espirituais é denominada de Encantaria de Maria Bárbara Soeira, ou Terecô, como também é mais conhecido em Teresina e outras cidades do Piauí. As entidades mais conhecidas na região de Codó são as da família do Seu Légua Boji Buá da Trindade.[carece de fontes?]
Ponto Cantado de Abertura na Encantaria
"Eu vou chamar pelo meu povo para trabalhar
Maria Bárbara Soeira já vem beirando o mar
Ela vem beirando o mar... Ela vem beirando o mar
Maria Bárbara Soeira já vem beirando o mar"

## Encantaria Paraense
A crença nos encantados está difundida em grande parte da região amazônica. O encantado é um elemento central da pajelança cabocla, que teve forte influência ameríndia e, posteriormente, influência negra, dando origem ao babaçuê. Na ilha de Marajó, seres encantados como o boto, a cobra grande, Iara, Vitória Régia, sereias, matintas, estão intimamente ligados aos elementos da natureza como o mar, baías, rios, furos, estreitos, lagos, igarapés, igapós, campos inundados, sendo representações das moradas dos encantados.
No final do século XIX, o Tambor de Mina chegou ao Pará, vindo do Maranhão, com a fundação de terreiros como o Terreiro de Tambor de Mina Dois Irmãos.
Como exemplo de encantaria no Pará, está o culto às Três Princesas Turcas: Princesa Mariana, Princesa Erondina, Princesa Jarina, de origem moura e que teriam se "encantado" na ilha dos Lençóis.

## Rei Sebastião e o Touro Encantado dos Lençóis
O touro encantado da Praia da ilha dos Lençóis  é um grande touro negro, com uma estrela brilhante na testa, que aparece misteriosamente em noites de sexta-feira. Dizem que Dom Sebastião aparece na praia na forma do touro negro. Se alguém conseguir atingir a estrela e ferir o touro, o reino será desencantado, a cidade de São Luís irá submergir e aparecerá uma cidade encantada com os tesouros do rei.[carece de fontes?]
Alguns dizem que Dom Sebastião costuma aparecer principalmente em junho, durante as festas do bumba-meu-boi, e em agosto, época do aniversário da batalha de Alcácer-Quibir. Dizem também que atualmente o Rei Sebastião já não está mais aparecendo porque “a Praia dos Lençóis está sendo muito visitada e já possui muitos moradores".[carece de fontes?]
Afirma-se que as dunas de areia da Praia dos Lençóis têm semelhanças com o campo de Alcácer-Quibir, onde o rei Dom Sebastião desapareceu. Lençóis é considerada uma praia encantada, que serve de morada a Dom Sebastião. Seu reino está oculto no fundo do mar, próximo à praia. O rei vive em seu palácio submerso e seu navio nunca encontra a rota para Portugal.[carece de fontes?]
Conta-se ainda que tudo que existe em Lençóis pertence ao Rei Sebastião e que ninguém pode se apropriar do que é seu. Quem tentar levar alguma coisa que pertence à praia terá que devolver o quanto antes, sob pena de arriscar a própria vida e a de todos os seus companheiros. O barco pode afundar e levar todos para a morada de Dom Sebastião, identificada como o Reino ou Palácio de Queluz (embora este só tenha sido construído no século XVIII, na cidade de Sintra, muito depois de sua época).[carece de fontes?]
Num dos cânticos do Tambor de Mina, o Rei Touro é lembrado: "Rei Sebastião, guerreiro militar. Rei Sebastião, guerreiro militar. E quem desencantar lençol, põe abaixo o Maranhão".[carece de fontes?]
Nesse culto, diz-se que, na praia dos Lençóis, mora toda uma família de encantados formada apenas por reis e fidalgos, como a Família da Turquia, chefiada pelo rei mouro Dom João de Barabaia, que lutou contra os cristãos. É a esta família que pertence a Bela Turca, a Cabocla Mariana, que vem ao mundo não apenas na forma de turca, mas também como marinheira, cigana ou índia.[carece de fontes?]
A vinda do Rei Dom Sebastião ao corpo de um sacerdote é muito rara, alguns falam que ocorre de sete em sete anos.[carece de fontes?]

## Francelino de Shapanan
Francelino Vasconcelos Ferreira foi o maior expoente da Encantaria de Mina. Nascido na Ilha de Marajó (Pará), foi um grande precursor, levando o Tambor de Mina e a Encantaria do Meio-Norte para o Sudeste e Sul do Brasil, mais precisamente para São Paulo, onde fundou a Casa das Minas de Thoya Jarina. Hoje, já existem várias casas de Encantaria de Mina no estado, principalmente afiliadas da Casa de Thoya Jarina.[carece de fontes?]

## Literatura
- J. Reginaldo Prandi, André Ricardo de Souza: Encantaria Brasileira: O Livro dos Mestres, Caboclos E Encantados (Google Books), Pallas Editora, 2001